# Jeff Morris (Schauspieler)
Jeff Morris (eigentlich Morris Berger; * 20. September 1934 in Saint Joseph, Missouri; † 12. Juli 2004 in Los Angeles) war ein US-amerikanischer Schauspieler.

## Leben
Im Kindesalter zogen er und seine Familie nach Lubbock in Texas, wo die High School besuchte. Mit 18 wollte er seinen Kindestraum verwirklichen und fuhr nach Hollywood. Auf Vermittlung von Broderick Crawford, den er zufällig getroffen hatte, bekam er seine erste Rolle in der Serie Highway Patrol. Allerdings war er bei den Dreharbeiten dann zu nervös und lief davon.
Seinen größten Filmerfolg hatte er mit dem Film Blues Brothers. Er drehte sein restliches Leben lang in Hollywood und starb am 12. Juli 2004 in Los Angeles an Lungenkrebs.

## Filmografie (Auswahl)
- 1958: Die Höllenkatze (The Bonnie Parker Story)
- 1959: Keine Gnade für Tom Dooley (The Legend of Tom Dooley)
- 1962: Kid Galahad – Harte Fäuste, heiße Liebe (Kid Galahad)
- 1964: Im Wilden Westen (Death Valley Days), Folge: After the OK Corral (TV-Serie)
- 1970: Stoßtrupp Gold (Kelly's Heroes)
- 1971–1972: Kobra, übernehmen Sie (Mission Impossible) (TV-Serie)
- 1972: Zahltag (Payday)
- 1978: Der Galgenstrick (Goin' South)
- 1980: Blues Brothers (The Blues Brothers)
- 1984: Kampf um Yellow Rose (The Yellow Rose) (Fernsehserie, 1 Folge)
- 1990: Die Spur führt zurück – The Two Jakes (The Two Jakes)
- 1998: Blues Brothers 2000
- 2003: Die Wutprobe (Anger Management)